# Tui T. Sutherland
Tui T. Sutherland (Caracas, 31 luglio 1978) è una scrittrice venezuelana naturalizzata statunitense.
È nota principalmente per aver scritto romanzi per ragazzi, come la serie fantasy I regni del fuoco.

## Biografia
Dopo essersi laureata al Williams College nel 1998, Tui T. Sutherland ha abbandonato le sue idee di intraprendere una carriera da attrice teatrale per dedicarsi completamente alla letteratura.